# Vredefort
Vredefort este un oraș din Africa de Sud.